# Ulica Klasztorna w Leżajsku
Ulica Klasztorna w Leżajsku – główna ulica Osiedla Tysiąclecia w Leżajsku, w dzielnicy Podklasztor. Łączy plac Mariacki z ulicą Wyspiańskiego.
Dominującą budowlą ulicy jest Klasztor Bernardynów, przed którym znajdują się Ogrody Klasztorne i Franciszkański Ośrodek Kultury. Poza tym, ulicę wypełniają placówki usługowe (hotel, sklepy, apteka i poczta) i domy jednorodzinne (a wśród nich jeden blok mieszkalny) Osiedla Tysiąclecia. W latach 1909–1910 przy tej ulicy mieszkał Władysław Sikorski. Z ulicą Przemysłową tworzy połączenie drogi krajowej nr 77 z drogą wojewódzką nr 877.

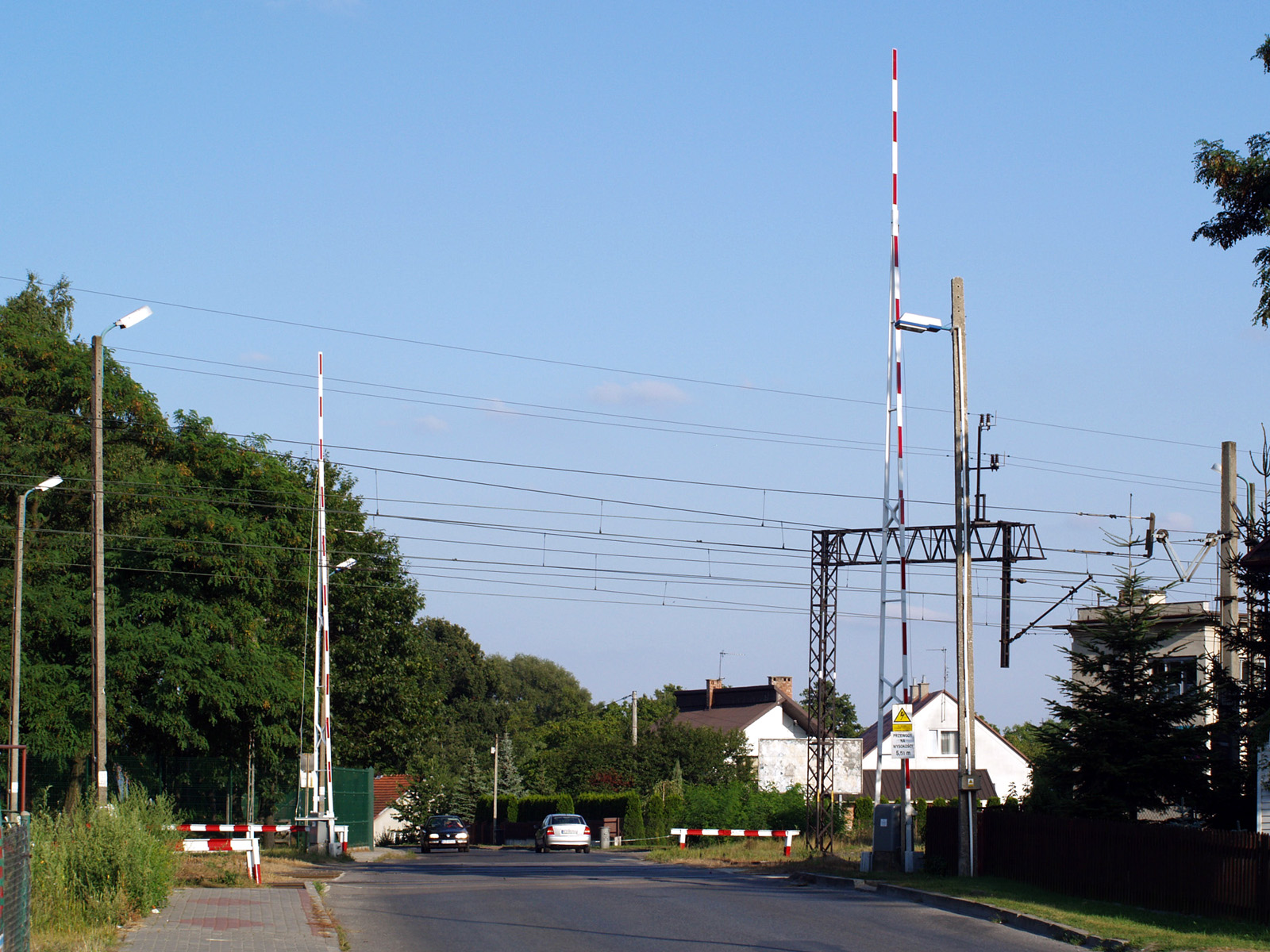
Ulica Przemysłowa od ulicy Klasztornej